# 克爾什科

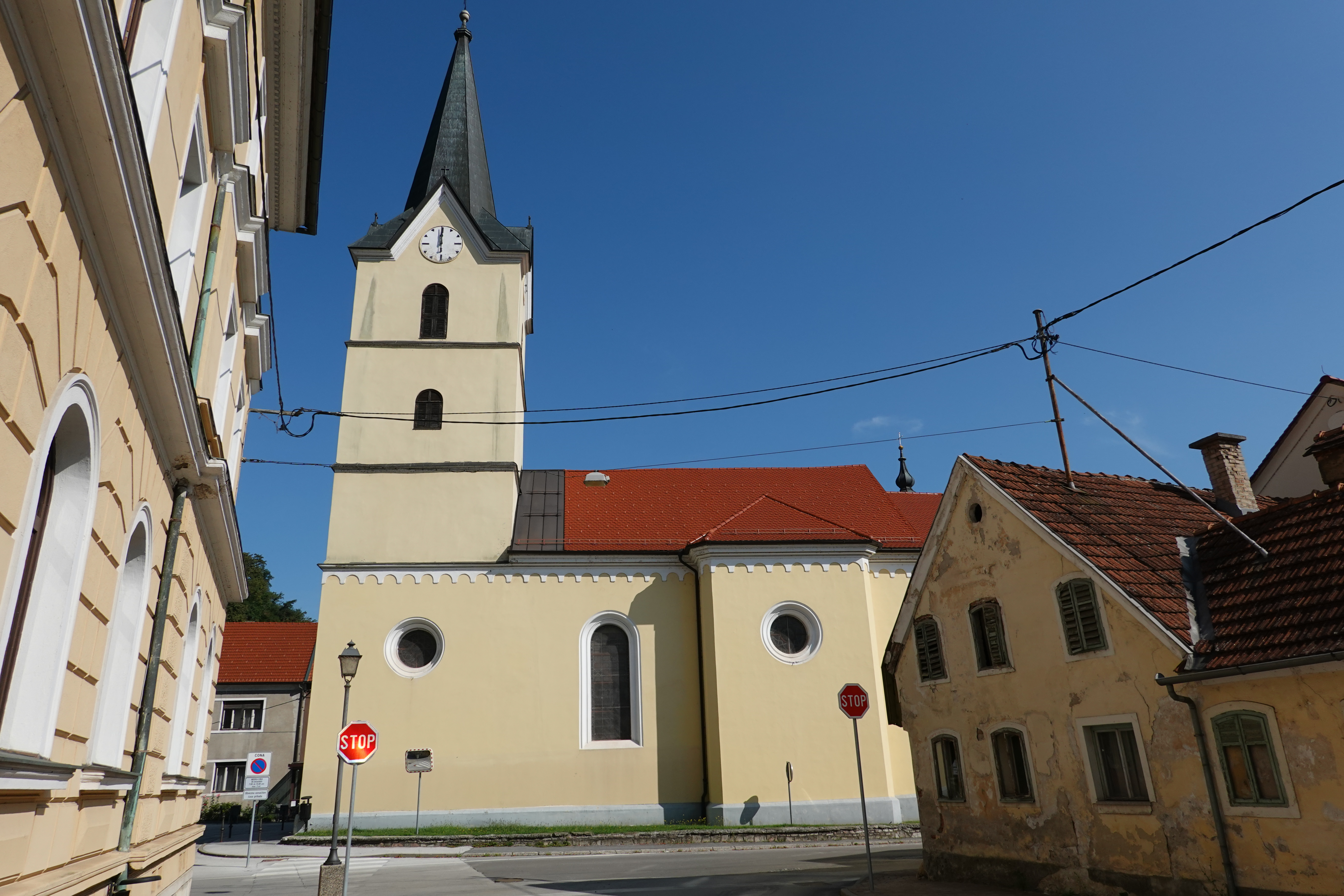
教堂

克爾什科是斯洛文尼亞東部克爾什科城市市鎮内的城市及其行政中心。面積6.00平方公里，2002年人口27,586。該地區自青銅時代有人類居住，全國唯一的核電廠在該城市東南面。

## 友好城市
- 法國 尚特皮

## 外部連結
- 克爾什科城市市鎮官方网站 （页面存档备份，存于） （斯洛文尼亚文）
- Krško on Geopedia （页面存档备份，存于）